# Military Order of the Stars and Bars
Military Order of the Stars and Bars (сокр. MOSB или MOS&B) — американская благотворительная организация типа 501(c)(3), расположенная в Вудбридже, штат Вирджиния.
Это — основанное в 1938 году мужское потомственное сообщество военных офицеров или политических лидеров бывших Конфедеративных Штатов Америки (Конфедерация).

## История и деятельность
10 июня 1889 года в Новом Орлеане, штат Луизиана, группа военных Конфедеративных Штатов Америки организовала ассоциацию под названием United Confederate Veterans. Её целями были защита чести и достоинства памяти солдат Конфедерации. По мере того, как ряды этой организации начали редеть, группа оставшихся в живых офицеров, ветеранов Конфедерации, встретилась в Колумбии, штат Южная Каролина, на собрании, где присутствовали 17 бывших офицеров Конфедерации и 47 потомков офицеров Конфедерации. Они проголосовали за создание нового общества ветеранов КША с обязательством проводить ежегодные собрания, а также выбрали название — Order of the Stars & Bars. На 39-м своём съезде, состоявшемся в Мемфисе, штат Теннесси, в 1976 году, организация сменила название на The Military Order of the Stars & Bars. В качестве официального знака отличия был принят боевой флаг Конфедерации.
Ообщество позиционирует себя как неполитическую образовательную, историческую и патриотическую группу наследия истории КША и имеет представительства в ряде штатов США. Её исполнительный директор называется «Commander General of the Military Order of the Stars and Bars». По состоянию на 2023 год им является Джон Трент (Jon Trent).
Military Order of the Stars and Bars присуждает стипендии и литературные премии за книги по истории Конфедерации.